# SSD (együttes)
Az SSD egy amerikai hardcore punk zenekar volt. Öt tag alkotta: Springa, Al Barile, Jaime Sciarappa, Chris Foley és François Levesque. Korábban színtiszta hardcore punkot és straight-edge hardcore punkot játszottak, később viszont áttértek a heavy metal műfajra. Az SSD teljes neve: Society System Decontrol. Pályafutásuk során a "decontrol" szót elhagyták a névből.

## Története
1981-ben alakultak meg Bostonban. Al Barile alapította, aki a General Electric-nél dolgozott. Hozzá csatlakozott David Spring (becenevén Springa), Jaime Sciarappa és Chris Foley. 1982-ben jelentették meg bemutatkozó nagylemezüket. 1983-ban belépett François Levesque is a csapatba, és megjelentették a mára alapműnek számító "Get It Away" középlemezüket. Albumaikat az X-Claim, Modern Method Records és Homestead Records kiadók dobták piacra. 1984-ben került a boltok polcaira a második középlemezük, ezt követte 1985-ben a második stúdióalbumuk. A második nagylemezük már a heavy metal műfajba tartozik. 1985-ben feloszlottak. Kisebb botrány is keveredett 2008-ban, amikor különféle pletykák azt kezdték el terjeszteni, hogy az SSD újból össze fog állni, de ezt a zenekar teljes mértékben tagadta.

## Diszkográfia
- The Kids Will Have Their Say (1982, nagylemez)
- Get It Away (1983, középlemez)
- Jolly Old Saint Nicholas (karácsonyi témájú középlemez, megjelenés dátuma ismeretlen)
- How We Rock (1984, nagylemez)
- Break It Up (1985)
- Power (válogatáslemez, posztumusz kiadás, 1993)

Az SSD dalai egy-két punk válogatáslemezen is megjelentek, többek között egy karácsonyi témájú válogatásalbumon is.